# Mulmklokrypare
Mulmklokrypare (Pselaphochernes scorpioides) är en spindeldjursart som först beskrevs av Hermann 1804.  Mulmklokrypare ingår i släktet Pselaphochernes och familjen blindklokrypare. Arten är reproducerande i Sverige. Inga underarter finns listade i Catalogue of Life.